# Pink Flamingos
Pink Flamingos je američka crna komedija redatelja Johna Watersa iz 1972. godine.
Glavnu ulogu tumači Harris Glenn Milstead,  poznatiji kao drag queen Divine.  Podnaslovljen kao vježba u lošem ukusu, film sadrži šokantne scene seksa sa živom kokoši, oplodnje putem injekcije, incestuoznog oralnog seksa, nastupa muškarca koji gestikulira anusom i žvakanja (pravog) psećeg izmeta.  Radnja se vrti oko Divine kojoj na tituli Najprljavije živuće osobe zavidi zločinački bračni par Marble te se zbog toga sukobljavaju.
Film je sniman isključivo vikendima tijekom zime 1971. – 1972. i s budžetom od samo 12.000 dolara koji je Waters skupljao tijekom ostatka tjedna.  U njujorškom kinu Elgin Theater prikazivan je 1973. u kasnim večernjim satima kroz 50 tjedana, a tijekom sljedećih 12 godina repriziran je i u brojnim drugim američkim i europskim kinima.  Na nekim projekcijama, posjetitelji bi dobivali prikladne vrećice za povraćanje.  Film je brzo stekao kultni status, nedugo nakon izdavanja uspoređivan je s Dalijevim i Bunuelovim Andaluzijskim psom, Andy Warhol ga je u jednom razgovoru preporučio Federicu Felliniju, a američki avangardni filmaš Jonas Mekas ustvrdio je da je Watersov film zanimljiviji od istodobno aktualnog Posljednjeg tanga u Parizu.  Waters je planirao napraviti nastavak, Flamingos Forever, no morao je odustati zbog smrti dvoje glavnih glumaca (Milstead 1988. i Massey 1984.).

## Uloge
- Divine : Divine/Babs Johnson
- Edith Massey: Edie
- Danny Mills: Crackers
- Mary Vivian Pearce: Cotton
- David Lochary: Raymond Marble
- Mink Stole: Connie Marble
- Channing Wilroy: Channing

## Radnja
Divine je ponosna nositeljica titule "Najprljavija živuća osoba"; živi u kamp prikolici sa slaboumnom majkom Edie, opsjednutom jajima, suputnicom Cotton i svojim nastranim sinom Crackersom koji neprestano smišlja nove seksualne perverzije kako bi zadovoljio Cottonine vojerističke sklonosti.  Obiteljsku idilu, međutim, žele narušiti Raymond i Connie Marble, zločinački bračni par zabrinut za svoj društveni status.  Naime, Marbleovi se bave otimanjem mladih djevojaka koje zatim njihov sluga siluje, a odmah nakon poroda njihovu djecu prodaju lezbijskim parovima te zarađenim novcem financiraju pornografiju i distribuciju heroina u osnovnim školama;  u skladu s tim, smatraju da su oni zaslužili titulu Najprljavijih živućih ljudi.
Otkrivši prebivalište Divine, Marbleovi ometu njezinu rođendansku proslavu, na što ona reagira tako da sa sinom provali u njihovu kuću, zaslini im namještaj i oslobodi zatočene djevojke.  Istovremeno oni uništavaju njezinu prikolicu, no Divine ih uhvati te nakon kratkotrajnog ponižavanja - ubije iz pištolja u prisutnosti lokalnih novinara koje je tom prilikom pozvala.

## Zanimljivosti
- Popis glumaca i ostalih suradnika je u potpunosti prikazan na početku;  uvod je jedan od najdužih u povijesti filma, a na kraju je ostavljen samo natpis The End.
- Elisabeth Coffey, transseksualac, je samo tjedan dana nakon snimanje svoje scene u parku kirurški odstranio penis te se u sljedećem Watersovom filmu, Female Trouble, pojavljuje kao žena.
- Za vrijeme snimanja, Divine je uhićen(a) zbog krađe, a u obrani je navedeno da je glumac koji igra kriminalca.
- Zloglasnu scenu žvakanja psećeg izmeta Waters je opisao riječima: "Znali smo da će to biti posljednja scena u filmu.  Sjećam se dana kada smo je snimali, gotovo se tresući od smijeha jer je bilo tako smiješno konačno je vidjeti.  Bilo je čarobno, nadrealni dan u našim mladim životima."
- Kokoš koja je sudjelovala u sceni seksa je pri snimanju ubijena i kasnije pojedena.
- Po Watersu, glavna razlika između sukobljenih strana u filmu jest to da je Divine zapravo dobra i živi sretno sa svojom prljavštinom dok je bračni par Marble zavidan i ogorčen.
- Film je zabranjivan u Kanadi, Norveškoj, Australiji i Srbiji.

## Vanjske poveznice
- Pink Flamingos u internetskoj bazi filmova IMDb-a
- Dodatne informacije